# Підвиноградів
Підвиногра́дів (колишня назва — Ардовець) — село в Виноградівській громаді Берегівського району Закарпатської області України.
Голова сільської ради: Леньо Максим Іванович

## Географія
Село знаходиться у Виноградівській ОТГ Берегівського району Закарпатської області. Межує з Дротинцями на півдні, Олешником — на півночі, Виноградовом — на сході, Фанчиковом — на заході.

## Історія
До 1946 року Солошвегардов (угор. Szőlősvégardó), а в чехословацькі часи — Ардовець. Походить слово «ардов» від угорського «erdő» — ліс. Ця назва дає можливість твердити, що першими жителями села були королівські охоронці лісів, яких було багато навколо Севлюша. Слово «vég» у назві села означало кінець, кордон, межу самого міста Севлюш.
На території, де засноване село, існувало поселення періоду неоліту (IV тис. до н. е.) та доби бронзи (II тис. до н. е.).
Назва села вперше з'являється в 1295 році, коли згадується як сусіднє село з Чорним Потоком.
В переписах населення 1715 і 1720-х років село віднесли до дворянських помість, в якому поряд із власниками, угочанськими Гунт-Пазманями, вкорінилося багато дрібнопомісних дворян. Під час урбаріальної реформи були наділені землею і кріпацькі сім'ї, які в основному були русинами. Поряд з ними в немалій кількості проживали угорські немеші, тому населення села було змішаним. Так, між 1715 і 1775-ми роками в селі з'являються нові прізвища: Роман, Боднар, Негейз, Білак, Язучко, Лемак, Масланік, Квак, Форкош, Бровді, Неймет, Юрча, Поштак, Іван, Черечко, Доманич, Мондок, Петелька, Вантюх, Лендєл, Орос.
Село порівняно легко пережило татарську навалу 1717 року — з нього був забраний у полон 1 житель, який повернувся з Мараморошу. На початку 1800-х років угорський історик Сірмої пише, що тут «більшість населення, очевидно, русини, що мають дерев'яний храм і пароха свого обряду». Він також зазначив, що «поля мають придатні для обробітку, достатньо родючі, чагарники обширні, малий ліс».
На самому початку 1300-х років рід Гунт-Пазманів заселяв село. 
В 1990 році ввели в експлуатацію азотно-кисневу станцію з добування азоту і кисню з повітря для технічних і медичних потреб (потужність 25 тис. балонів на рік). На сьогоднішній день, на жаль, з усіх вище названих виробництв працює лише азотно-киснева станція.

## Релігія
Переселенці побудували в Ардові у XIV—XV століттях церкву готичного стилю, католицького обряду. Фрески в церкві були намальовані священиком Мігальом Зовардфі — нащадком роду Гунт-Пазманів.
В XVI столітті, під час Реформації, більша частина населення стає протестантами, церква переходить у їх власність. Нечисельна громада католиків стає філією Фанчикова.
Після рекатолізації будівля церкви довгий час стояла в руїнах, фрески продовжували руйнуватися. Як згадує Михайло Гвоздьо в своїй книжці «Ардовець», в 1916 році цей храм потрапляє в попередній список історичних пам'яток Угорщини. З усього Угочанського комітату там зазначено всього 4 подібні об'єкти (реформатські церкви в теперішніх Дюлі, Матієві, Підвиноградові та римо-католицька у Виноградові). В документах за 1920-ті роки реформатська церква готичного стилю згадується як відновлена і знаходиться в дуже доброму стані.
В жовтні 1944 року, при визволенні села, реформатська церква була пошкоджена знову (кажуть, що постріли з Чорної гори влучили в дах і вежу). Церква в радянські часи не діяла, її хотіли перетворити на склад, але для цього потребувався ремонт. Реформатська громада була малочисельною, тому відновити храм їй було не під силу. Будівлю оголосили аварійною і прийняли рішення її зруйнувати. В 1964 році храм з фресками було знищено за допомогою важкої техніки з військової частини з Виноградова. Будматеріали використали для будівництва колгоспних ферм і хлівів.
Найбільшою релігійною громадою в селі до 1949 року була греко-католицька. Існує вона з 1693 року. Довгий час парафія на правах філії належала до материнської церкви в Олешнику (Егреші). Достовірно відомо, що з 1889 року є самостійною.
У 1751 р. йдеться про дерев'яну церкву під шинґлами з новонамальованими образами, а в 1775 р. згадують дерев'яну церкву, збудовану в 1689 р.
Дерев'яна церква, про яку є згадка в 1847 р., стояла в селі аж до будівництва мурованого базилічного храму. Перша церква стояла на місці, що зветься На Токачовому, наступна — На Вантюховому.
Землю для нової церкви громада купила в пана. Споруду 25 м завдовжки, 10 м завширшки та 22 м заввишки збудували з каменю та цегли за пароха о. Федора Камінського в 1910—1912 роках. Згодом було встановлено іконостас. Стінопис перемалював Іван Андрішко в 1993—1994 роках, у 1996 р. зроблено ремонт.
Біля церкви — висока каркасна двоярусна дерев'яна дзвіниця з 5 дзвонами. Один з дзвонів, відлитих у Дебрецені, має дату — 1929 р. Відомо, що один дзвін купив Іван Гвоздьо. Розповідають, що якось у селі виникла пожежа, яка поширилася аж до церкви, але коли з церкви винесли хрест і хоругви, вогонь погас.
Священик Микола Зомборі, що служив у селі з початку 1930-х років, був в'язнем радянських концтаборів з 1950 до 1956 р. Нині церква — православна, а греко-католики донедавна молилися в колишній фарі. У 2010-х роках неподалік було збудовано нову греко-католицьку церкву.
Біля церкви є висока каркасна двоярусна дзвіниця з трьома дзвонами. Про перші дзвони відомо лише те, що під час Першої світової війни їх конфіскували у парафіян, заплативши їм за це 600 крон; відома також маса дзвонів — 45, 100 та 150 кг. Сучасні дзвони пізнішого походження. Всього їх три. Один з дзвонів, вилитий у Дебрецені, має дату виготовлення 1929 рік. Також відомо, що один дзвін купив Іван Гвоздьо. Розповідають, що якось у селі виникла пожежа, яка поширилася аж до церкви, але коли з неї винесли хрест і хоругви, вогонь погас.

## Туристичні місця
- храм XIV—XV століття
- ставки для рибалки

## Населення
Згідно з переписом УРСР 1989 року, чисельність наявного населення села становила 3861 особа, з яких 1864 чоловіки та 1997 жінок.
За переписом населення України 2001 року, в селі мешкало 4368 осіб.

### Мова
Розподіл населення за рідною мовою за даними перепису 2001 року:
| Мова       | Відсоток |
| ---------- | -------- |
| українська | 91,91 %  |
| циганська  | 6,45 %   |
| угорська   | 0,73 %   |
| російська  | 0,66 %   |
| білоруська | 0,09 %   |
| молдовська | 0,05 %   |
| словацька  | 0,02 %   |

## Символіка
Герб с. Підвиноградів являє собою іспанський чотиридільний щит, облямований бордюром білого кольору. У центрі, у малому геральдичному щиті, на білому фоні зображений Георгій Побідоносець на білому коні.
Не випадково дві церкви в Підвиноградові, греко-католицькі посвячені на честь цього Святого Великомученика. Він має й свою окрему каплицю на головному роздоріжжі села.
- Ліс і виноград згадуються в різних варіаціях назви села,- розповідає один із авторів символіки села, науковець Ігор Вантюх.- Це Szollosvegardo — Підвиноградів, і Ардовець. При цьому Підвиноградів трактується як під виноградом чи пак поряд з Виноградовом (місто); erdo (ердо)- з угорської ліс. Відтак на чеський манер Ардів, Ардовець — заліснена (лісиста) територія. Szollosvegardo — угорський варіант назви села, в якому використано обидва символи і виноград, і ліс.
До слова, виноград культивується здавна на тутешніх землях. Він і зараз є практично в кожному дворогосподарстві. Найбільш поширеним усе ще є американський гібрид Ізабелла, та в останні роки почали з'являтися нові столові й технічні сорти, що раніше не були характерними для вирощування в селі. Корінь «виноградів» у назві села робить виноград обов'язковим символом на гербі села.
Пшениця також є традиційною культурою, яка вирощувалася предками підвиноградівців. Урожай цієї культури дозволяв їм прогодувати себе. Місцеві жителі переробляли пшеницю на борошно і відгодовували нею худобу. Вирощувалися звичайно і інші культури, але саме пшениця була найбільш поширена.
Вважається, що перші межі Підвиноградова були проорані плугом. Він також присутній на гербі.
За однією з легенд про с. Підвиноградів монаху приснився сон, де було сказано: "Благословенна буде та земля, яку ти обійдеш, візьми много з собою в дорогу, бо велика в тебе дорога. Запряг бичків у плуг і йшов з книжкою в руках, читаючи молитву про благополуччя всіх жителів майбутнього села — саме таким чином були встановлені перші межі с. Підвиноградів.
А зображена на гербі підкова має кілька прив'язок до історії села. A. Szirmay у своїй праці «Notita politica, historica, topographica Ugochiensis…» наводить інформацію, що на території села була розташована поштова станція державних кінних гінців. За іншою версією, колись у Підвиноградові осіли кочові роми, які в основному пересувалися на конях. А згодом вони ще стали і найкращими ковалями у селі.
Щодо зображення жолудя, то воно символізує собою дубові ліси. Територія села колись була вкрита лісами. Сюди відправляли охоронців, мисливців, а згодом і лісорубів. Саме вони і стали засновниками поселення, працюючи і осідаючи на цих територіях. Жолуді також використовувалися для підгодовування свиней, яких здавна розводили для власних потреб наші предки.

## Постаті
- Сухан Михайло Вікторович (1982—2022) — солдат Збройних сил України, учасник російсько-української війни.